# Norwichská katedrála

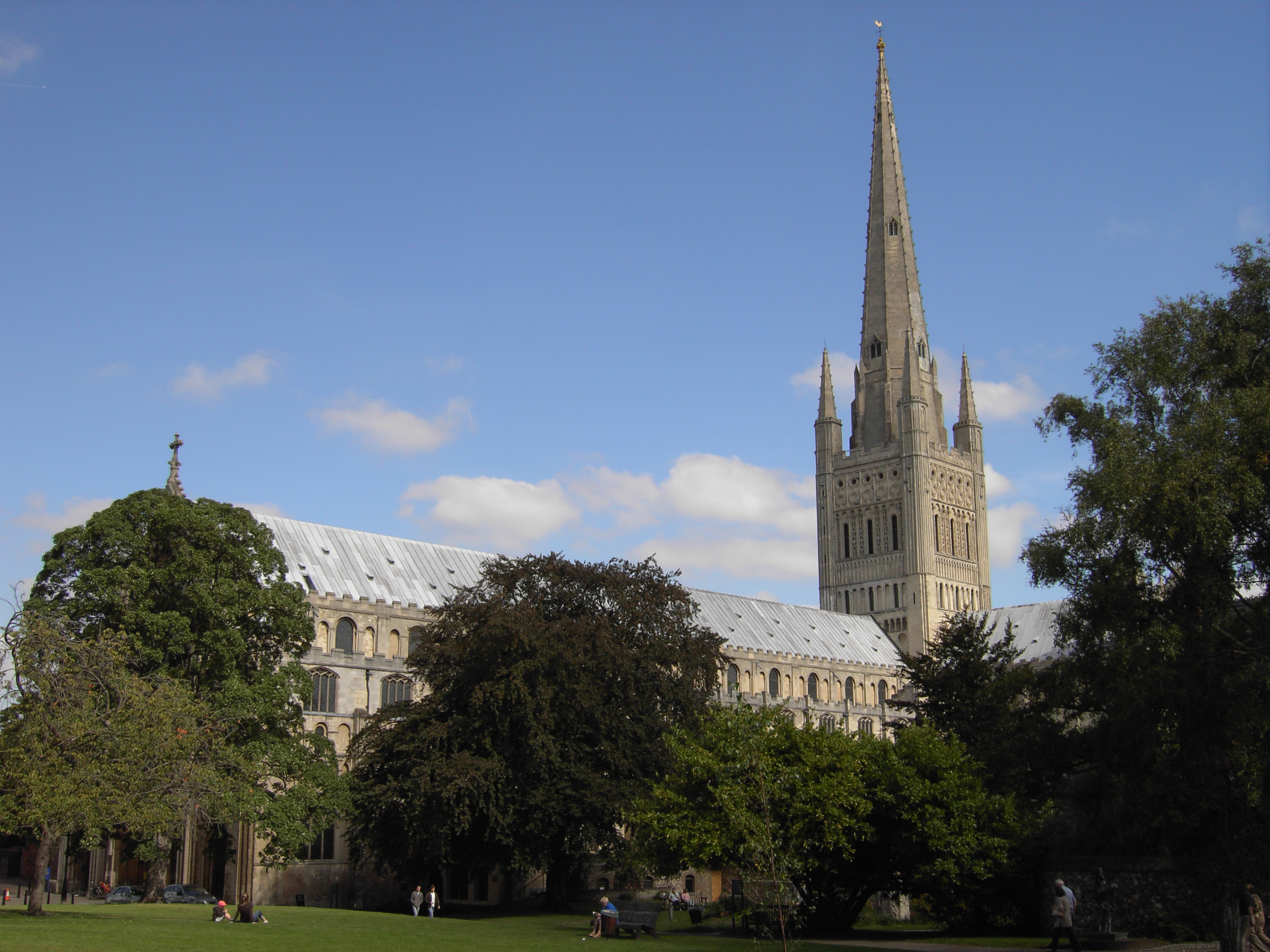
Norwichská katedrála

Norwichská katedrála je katedrála anglikánské církve nacházející se v anglickém městě Norwich. Je zasvěcená Nejsvětější Trojici.

## Historie
Základním stylem katedrály je normanský sloh. Byla postavena na příkaz biskupa Herberta Losigy v období od konce 11. století do roku 1145. Celková délka stavby je 140 m. Mezi významné dostavby z pozdější doby patří 96 m vysoká věž, dokončená roku 1465, dvoupatrová příčná chrámová loď, jediná svého druhu v Anglii postavená v letech 1300 až 1430 a klenba hlavní chrámové lodi.
V době vlády Karla I. roku 1643 vpadl do katedrály dav puritánů a zničil všechny katolické symboly. Stavba zůstala opuštěna a po dalších dvacet let chátrala. Její obnova byla zahájena za vlády Karla II. roku 1660.
Na stavbu byl použit křemen a vápenec z Caen. Věž katedrály je vysoká 96m, tvoří dominantu města a je druhá nejvyšší v Anglii po věži salisburské katedrály. Podobně jako katedrála v Salisbury a Ely nemá ani norwichská katedrála zvony.
Strop je ozdobený 1000 hlavicemi, z nichž každá obsahuje nějaký teologický obraz. Strop hlavní chrámové lodi zobrazuje dějiny světa od jeho vzniku, křížová chodba obsahuje vyobrazení života Ježíše Krista a apokalypsy.